# Números de telefone na Iugoslávia
Os números de telefone na Iugoslávia consistiam em um código de área de três dígitos seguido de seis dígitos. Na Sérvia, eles começaram principalmente com 1, 2 ou 3, na Croácia 4 ou 5, na Eslovênia 6, na Bósnia e Herzegovina 7, em Montenegro 8 e na Macedônia do Norte 9. 
O código telefônico do país da Iugoslávia era 38. Em 1º de outubro de 1993, o espaço de código 38 foi dividido e o primeiro dígito de cada código de área foi integrado ao novo código de país de cada país. Por exemplo, o código do país da Eslovênia passou a ser 386. 
Os números internos também foram alterados em alguns países. Por exemplo, o prefixo de chamada de Skopje 091 tornou-se 02, então (091) 12 3456 tornou-se (02) 12 3456, e mais tarde (02) 312 3456. 
Sérvia e Montenegro, no entanto, compartilharam o país 381 até 2006, quando Montenegro se tornou independente e recebeu o 382. O código de país 388 não foi usado por Montenegro, mas para o Espaço Europeu de Numeração de Telefonia. 380 foi atribuído à Ucrânia. Após negociações, em 2015 o 383 foi atribuído ao Kosovo, que até então utilizava as redes telefónicas da Sérvia, do Mónaco (377) e da Eslovénia. O código do país 384 permanece sem atribuição. 
Os códigos de troca não podiam começar com 0 ou 9 devido ao prefixo do tronco e aos números de emergência, respectivamente. Como a maioria dos novos sistemas mudou seu número de emergência para o padrão europeu 112 e mudou seu prefixo de chamada internacional para 00, hoje em dia os códigos de central não podem começar com 0 ou 1. 

## Códigos de área

### Bósnia e Herzegovina
- 70 - Jajce
- 71 - Sarajevo
- 72 - Zenica
- 73 - Goražde
- 74 - Doboj
- 75 - Tuzla
- 76 - Brčko
- 77 - Bihać
- 78 - Banja Luka
- 79 - Prijedor
- 80 - Livno
- 88 - Mostar
- 89 - Trebinje

### Croácia
- 40 - Čakovec
- 41 - Zagreb
- 42 - Varaždin
- 43 - Bjelovar
- 44 - Sisak
- 47 - Karlovac
- 48 - Koprivnica
- 49 - Krapina
- 50 - Dubrovnik
- 51 - Rijeka
- 52 - Pula
- 53 - Gospić
- 54 - Osijek
- 55 - Slavonski Brod
- 56 - Vinkovci
- 560 - Našice
- 57 - Zadar
- 58 - Split
- 59 - Sibenik

### Macedônia
- 901 - Kumanovo, Kratovo, Kriva Palanka
- 902 - Probištip, Shtip, Sveti Nikole
- 903 - Kočani, Vinica, Delčevo, Berovo, Pehčevo
- 904 - Estrúmica, Radoviš
- 91 - Escópia
- 92 - Gostivar
- 93 - Titov Veles, Kavadarci, Negotino, Demir Kapija, Valandovo, Gevgelija
- 94 - Gostivar (ili, verovatnije, Tetovo)
- 95 - Kičevo, Makedonski Brod
- 96 - Struga, Ocrida, Debar
- 97 - Demir Hisar, Bitola, Resen
- 98 - Prilepo, Kruševo

### Montenegro
- 81 - Titogrado, Danilovgrad, Kolašin
- 82 - Kotor, Tivat
- 83 - Nikšić, Pluzine, Šavnik
- 84 - Bijelo Polje, Mojkovac
- 85 - Bar, Ulcinj
- 86 - Budva, Cetinje
- 871 - Andrijevica, Ivangrad, Plav, Rožaje
- 872 - Pljevlja, Žabljak
- 88 - Herceg Novi

### Sérvia
- 10 - Pirot
- 11 - Belgrado
- 12 - Požarevac
- 14 - Valjevo
- 15 - Šabac
- 16 - Leskovac
- 17 - Vranje
- 18 - Niš
- 19 - Zaječar
- 20 - Novi Pazar
- 26 - Semêndria
- 27 - Prokuplje
- 30 - Bor
- 31 - Titovo Užice
- 32 - Čačak
- 33 - Prijepolje
- 34 - Kragujevac
- 35 - Jagodina
- 36 - Kraljevo
- 37 - Kruševac

#### Voivodina
- 13 - Vršac
- 21 - Novi Sad
- 22 - Sremska Mitrovica
- 23 - Zrenjanin
- 230 - Kikinda
- 24 - Subotica
- 25 - Sombor

#### Kosovo
- 28 - Titova Mitrovica, Leposavić, Vučitrn, Srbica, Zvečan, Zubin Potok, Norte Mitrovica
- 280 - Gnjilane, Vitina, Kosovska Kamenica, Parteš, Ranilug, Klokot
- 29 - Prizren, Suva Reka, Dragaš, Mamuša, Mališevo
- 290 - Uroševac, Đeneral Janković, Kačanik, Štrpce, Štimlje
- 38 - Priština, Glogovac, Gračanica, Kosovo Polje, Lipljan, Novo Brdo, Obilić, Podujevo
- 39 - Peć, Istok, Klina
- 390 - Đakovica, Dečani, Junik, Orahovac

### Eslovênia
- 61 - Liubliana
  - 601 - Trbovlje
- 62 - Maribor
  - 602 - Ravne na Koroškem
- 63 - Celje
- 64 - Gorenjska (Kranj)
- 65 - Nova Gorica
- 66 - Koper
- 67 - Postojna
- 68 - Novo Mesto
  - 608 - Krško
- 69 - Prekmurje (Murska Sobota)

### Números de emergência/outros
- 92 - polícia
- 93 - bombeiro
- 94 - ambulância
- 95 - relógio falante
- 985 - proteção civil
- 987 - AMSJ
- 99 - prefixo de chamada internacional